# سدبری
سدبری (به انگلیسی: Sedbury) یک روستا در بریتانیا است که در Tidenham واقع شده‌است.